# Unión de Centro Liberal (Chile)
Unión de Centro Liberal (UCL) fue un partido político chileno que tuvo existencia legal entre 1994 y 1998.

## Historia
Fue constituido el 25 de mayo de 1994, y reconocido por el Servicio Electoral (Servel) como "partido en formación" el 8 de julio de 1994. En su declaración de principios, establecía su adherencia al liberalismo.

La Unión de Centro Liberal, propicia la desaparición de todo obstáculo institucional a la iniciativa privada en materia económica, ya que cada individuo, al perseguir sus propios intereses, contribuye inevitablemente al máximo bienestar social, en virtud del libre juego de las leyes naturales, que aseguran la consecución automática del equilibrio en la economía. UCL postula la mínima intervención posible del Estado en la vida económica, en la que debe limitar su actuación a garantizar el recto cumplimiento de la competencia perfecta y a atender aquellas necesidades manifiestas que no son satisfechas por el sector privado.
Declaración de Principios del "Partido Unión de Centro Liberal", 1994

Su símbolo era una mano derecha sosteniendo una antorcha encendida, de la cual nacía una bandera color rojo con letras blancas conteniendo la sigla UCL.
Fue inscrito oficialmente como partido el 27 de marzo de 1995. Su primera directiva estuvo compuesta por Luis de la Iglesia Castro, presidente; Alberto Sánchez Guerra, Aldo Duque Santos y Mauricio Aguirre Cares, vicepresidentes; Juan Muñoz Herrera, secretario general y Ximena Ponce González, tesorera. En 1996 fue elegido presidente de la colectividad Juan Muñoz Herrera.
En 1997 integró el pacto "Chile 2000" en las elecciones parlamentarias de ese año, junto al partido Unión de Centro Centro Progresista (UCCP) —liderado por Francisco Javier Errázuriz—, con el cual se fusionó en mayo de 1998. Por ello, la UCL fue disuelta como partido por el Servel el 19 de junio de 1998.